# Бантинг (судно)
Бантинг (banting) — разновидность парусных транспортных судов типа проа, распространённых на юго-востоке острова Суматра и на острове Ява.

## Конструкция
Суда этого типа имеют широкий и короткий корпус в кормовой части которого располагались каюты с выступающими за борт стенками. Верхняя часть кормовой оконечности (ахтерштевня) была выгнута внутрь. Парусное вооружение размещалось на двух или трёх мачтах, для управления судном имелось один или два руля. На передних коротких мачтах поднимался только один парус.
Полная длина судна достигала 30 метров, ширина — 8 метров, осадка — 2 метров, грузоподъёмность — до 30 тонн.